# Rußpinsel
Ein Rußpinsel ist ein Gerät zur Sicherung von Finger- und Handflächenspuren (Daktyloskopie), das von dem Erkennungsdienst der Polizei benutzt wird.
Feinstes Rußpulver (oder auch spezielle Pulvermischungen) wird mit einem Pinsel auf den zu untersuchenden Gegenstand aufgetragen. Ruß bleibt dabei an den fettigen Bestandteilen des Fingerabdruckes haften und macht diesen dadurch sichtbar.
Der Rußpinsel wird in unterschiedlichen Bauformen verwendet, z. B. als Marabupinsel, Zephyrpinsel (Pinsel mit feinen Glasfasern), Fehhaarpinsel, Zerstäuberpinsel.
Ruß wird hierbei als Adhäsionsmittel verwendet.
Neben Ruß gibt es zahlreiche andere Adhäsionsmittel, die ebenfalls zur Spurensicherung verwendet werden.